# Sven Selånger
Sven Ivan Selånger, nato Eriksson (Sundsvall, 19 marzo 1907 – Sundsvall, 9 novembre 1992), è stato un saltatore con gli sci e combinatista nordico svedese.

## Palmarès

### Olimpiadi
- Argento a Garmisch-Partenkirchen 1936 nel salto con gli sci.

### Mondiali
- Oro a Innsbruck 1933 nella combinata nordica.
- Bronzo a Oberhof 1931 nel salto con gli sci.
- Bronzo a Innsbruck 1933 nel salto con gli sci.
- Bronzo a Sollefteå 1934 nel salto con gli sci.

## Onorificenze
- Medaglia Holmenkollen (1939)